# Kotputli
Kotputli là một thành phố và khu đô thị của quận Jaipur thuộc bang Rajasthan, Ấn Độ.

## Nhân khẩu
Theo điều tra dân số năm 2001 của Ấn Độ, Kotputli có dân số 40.157 người. Phái nam chiếm 53% tổng số dân và phái nữ chiếm 47%. Kotputli có tỷ lệ 67% biết đọc biết viết, cao hơn tỷ lệ trung bình toàn quốc là 59,5%: tỷ lệ cho phái nam là 77%, và tỷ lệ cho phái nữ là 56%. Tại Kotputli, 16% dân số nhỏ hơn 6 tuổi.